# Nykøbing Falster Teater
Nykøbing Falster Teater er et teater i Nykøbing Falster. Teatret spiller både traditionelle skuespil, men også serveringsteater og bruges til kongresser, generalforsamlinger og udstillinger. Desuden er det kendt som stedet, hvor Nykøbing F. Revyen bliver spillet hvert år. Teatret er ejet af Guldborgsund Kommune.
Der er plads til 689 publikummer, hvoraf de 265 er på balkonen. Der kan også opsættes borde i teatersalen, hvorved antallet af pladser reducceres til 400.
Teatret ligger ud til gågaden Østergade, men der er også adgang fra torvet Hollands Gård på bagsiden af teatret.

## Historie
Adskillige skuespil blev opført i forskellige bygninger rundt om i Nykøbing Falster i løbet af første halvdel af 1800-tallet, men først i 1868 blev byens første teater indviet i Industribygningen. I årene 1897-1909 blev Nykøbing Sommerteater opført i Borgerlig Forenings pavillon på Søvej, men 1912 blev det ligeledes flytte over i Industribygningen, Her blev der hvert år spillet en revy, som senere udviklede sig til nutidens Nykøbing F. Revyen. I 1928 blev der bygget en teatersal i Jernbanehotellet med 1.200 pladser. I 1934 brændte Industriforeningen og teatersalen på hotellet var herefter byens eneste. I 1936 opførte man derfor en ny teaterbygning med plads til omkring 700 på den nuværende placering.
I 1966 blev der oprettet en teaterforening, der skulle skaffe besøg fra forskellige rejsende teatre. Poul Holm Joensen, der senere blev direktør på Odense Teater, var med i den oprindelige bestyrelse sammen med Hanne Døssing, der var formand frem til 1993. Herefter blev et andet af de oprindelige medlemmer, nemlig Knud Lerche-Thomsen, formand for foreningen frem til 1998. I dag er Jette Malmskov formand for foreningen, der er en af Danmarks største. Nykøbing Falster er blevet ombygget af to omgange i henholdsvis 1972 og 2000.
I 2012 havde Mick Øgendahl,der oprindeligt er fra Falster, premiere på sit show SPAS i Nykøbing Falster Teater som en hyldest til hjemstavnen. To år senere kom det frem at Nykøbing Falster Teater havde sagt nej til showet Prinser i Provinsen med Mick Øgendahl, Jacob Tingleff og Daniel Lill, fordi der ikke var plads i programmet. Øgendahl skrev om episoden på sin Facebookprofil, og lokalavisen Lolland-Falsters Folketidende bragte en artikel om det, hvilket fik adskillige fans til at henvende sig til teatret. Omkring en uge senere var der fundet en dato, og samtlige billetter var udsolgt på knap et døgn. Øgendahl havde i første omgang udtrykt skuffelse over ikke at kunne optræde på Lolland-Falster, men udtalte at han var glad for at "komme hjem" med showet, da en dato var fundet. Kort efter kontaktede også Bordershop Arena i Maribo også Microphone Entertainment, der stod bag showet, da forestillingen i Nykøbing var udsolgt for også at få det opført i Maribo. I alt så næsten 1.600 mennesker de to forestillinger.
Nykøbing F. Revyen satte i sommeren 2014 rekord med 33.200 solgte billetter, hvilket gjorde det til landets tredjestørste revy.
Fra november 2014 og frem til januar 2015 lukkede teatret for i forbindelse med en ombygning for 16 mio. kr. Ombygningen skete bl.a. som følge af en bevilling fra Guldborgsund Kommune på 3,3 mio. kr.